# Honschaft Merscheid
Die Honschaft Merscheid war ab 1808 eine Honschaft in der Mairie und späteren Bürgermeisterei Merscheid. Sie wurde bei Gründung der Mairie Merscheid unter anderem aus Teilen der vormaligen Honschaft Limminghoven gebildet und war neben Schnittert und Barl eine der drei Honschaften, die die Mairie untergliederte.:45ff. Die Honschaft umfasste das heutige Solinger Stadtgebiet in Teilen der Stadtteile Merscheid, Wald und Ohligs. 
Nach Ende der französischen Besetzung zu Beginn des 19. Jahrhunderts und Auflösung des Großherzogtums Berg 1815 wurde die Honschaft Merscheid – unter Beibehaltung der von den Franzosen durchgeführten kommunalen Neugliederung des Herzogtums – der Bürgermeisterei Merscheid im Kreis Solingen des Regierungsbezirks Düsseldorf innerhalb der preußischen Rheinprovinz zugeordnet und war damit bis in das 19. Jahrhundert eine der untersten bergischen Verwaltungseinheiten. 1815/16 lebten 1.410 Einwohner in der Honschaft.
Laut der Statistik und Topographie des Regierungsbezirks Düsseldorf gehörten zu der Honschaft 1832 folgende Ortschaften und Wohnplätze (originale Schreibweise): Capelle, Rosenkamp, Loch, Tiefendick, Passenbusch, Scheuer, Weyer, Beck, Merscheid, Weckshäusgen, Schwarzenhäusgen, Fürk, Linden, Fürker Irlen, Anker, Wanenkamp, Siebelskamp, Scharrenbergerheide, Posheide, Posheider Mühle, Deusberg, Engelsberg, Schleifersberg, Suppenheide, Kullen, Kempadt, Heiligenstock, Aufm Scheidt, Hüttenhaus, Nassenweg, Klein Ohligs, Bockstieg, Zum Scheidt, Ohligs und Piepers.
Zu dieser Zeit gab es sechs öffentliche Gebäude, 242 Wohnhäuser, 17 Mühlen bzw. Fabriken und 243 landwirtschaftliche Gebäude. Es lebten 1.653 Einwohner in der Honschaft, davon 266 katholischer und 1.387 evangelischer Konfession.